# Modersmålsundervisning
Ved modersmålsundervisning undervises børn af udlændinge i forældrenes hjemlands sprog. Kommunerne i Danmark skal tilbyde modersmålsundervisning til børn, hvis mindst en af forældrene er statsborger i et andet EU-land eller stammer fra Færøerne eller Grønland. Der undervises i det officielle sprog fra det land, hvor forældrene er statsborgere, hvilket ikke nødvendigvis er deres modersmål. Hvis der er flere muligheder, f.eks. fordi landet har mere end et officielt sprog eller hvis forældrene kommer fra forskellige EU-lande, bestemmer forældrene, hvilket sprog, barnet skal undervises i.
Kommunerne kan også tilbyde modersmålsundervisning til børn af indvandrere fra lande udenfor EU. Dette tilbud er frivilligt for kommunerne og de bestemmer derfor også udformning og omfang.
Undervisningen omfatter normalt 2-3 timer om ugen i Folkeskolens 1.-9. klasse. Undervisningen foregår normalt udenfor den almindelige skoletid. Hvis der kun er få børn fra et bestemt land i en kommune, kan kommunen henvise børnene til en nabokommune, hvor der er etableret undervisning i det pågældende sprog.
Modersmålsundervisningen skal rette sig efter børnenes viden og behov og kan derfor omfatte både mundtlige og skriftlige færdigheder. Tilsvarende har undervisningen flere forskellige formål alt efter børnenes situation. Hertil kan regnes:
- Undervisningen skal sikre kommunikationen mellem børn og forældre.
- Børnene skal have mulighed for at bevare tilknytningen til forældrenes kultur.
- Børnene skal kunne følge med i skolen, hvis familien vender tilbage til hjemlandet.

Endelig er der nogle, der betragter modersmålsundervisningen som en nødvendig forudsætning for indlæring af dansk som fremmedsprog. Dette er dog omstridt.
Modersmålsundervisning må ikke forveksles med Basisundervisning i Dansk.
 Denne artikel omhandler overvejende eller alene danske forhold. Hjælp gerne med at gøre artiklen mere almen.